# Товон (станция метро)
«Товон» (кор. 도원역) — наземная станция Сеульского метро на Первой (Линия Кёнкин) линии. Станция открыта на уже действующем участке, введённым в эксплуатацию 15 августа 1974 года в составе 1-й очереди Первой линии, между станциями Чемульпо и Тонинчхон. Также 11 июля 1994 года на Первой линии была открыта ещё одна станция «Кансок». В 1899—1906 годах станция действовала для пригородных поездов под названием Укакдон. На станции установлены платформенные раздвижные двери.
Она представлена двумя островными платформами. Станция обслуживается Корейской национальной железнодорожной корпорацией (Korail). Расположена в квартале Чханёндон района Тонку города Инчхон (Республика Корея).
На Первой линии поезда Кёнвон экспресс (GWː Gyeongwon) и Кёнкин экспресс (GI: Gyeongin) обслуживают станцию; Кёнбусон красный экспресс (GB: Gyeongbu red express) и Кёнбусон зелёный экспресс (SC: Gyeongbu green express) не обслуживают станцию.
Пассажиропоток — на 1 линии 8 423 чел/день (на 2012 год).